# عبد الله العجيري
عبد الله بن صالح العجيري (1396 هـ، الموافق 1976م) باحثٌ ومُفكِّر ومهندِس سعودي. يعمل مديرًا لمركز تكوين للدراسات والأبحاث. مهتمٌ بمنهج الفقه الإسلامي، ودراسة المذاهب العقدية والفكرية؛ له العديد من المؤلفات والأبحاث والمقالات المنشورة وله عدد من الكتب المطبوعة. حيثُ اشتهر بنقد الإلحاد ونظرية التطور، وإلمامه بتراث ابن تيمية خاصة كتابه درء التعارض.

## سيرته وحياته
عبد الله العجيري مُحِبٌ للقراءة منذ الصغر، وكانت بدايته مع الثقافة الجادة مع كتاب «صور من حياة الصحابة» للشيخ عبد الرحمن رأفت الباشا.

## مؤهلاته العلمية
- بكالوريوس أصول الدين - جامعة الإمام محمد بن سعود الإسلامية.
- بكالوريوس هندسة حاسب آلي - جامعة الملك فهد للبترول والمعادن.[8]
- رسالة ماجستير بعنوان (برهان الإتقان على وجود الله ودفع شبهات المخالفين عنه) - جامعة الملك فيصل

## مؤلفاته
- عبث الرواية.
- خرافة السر.

شعار مركز تكوين للدراسات والأبحاث الذي يديره عبد الله العجيري.

- معالم ومنارات: في تنزيل نصوص الفتن والملاحم وأشراط الساعة على الوقائع والحوادث.
- ينبوع الغواية الفكرية.
- ميليشيا الإلحاد.
- شموع النهار.
- المنشقون.
- زخرف القول. (بالاشتراك مع د. فهد بن صالح العجلان).

### الترجمات
- هيروشيما: حكاية ستة ناجين من كارثة القنبلة الذرية. للكاتب جون هيرسي.

## وصلات خارجية
- موقع مركز تكوين للدراسات والأبحاث الرسمي.
- قائمة كتب عبد الله صالح العجيري على موقع صيد الفوائد.
- قائمة كتابات عبد الله صالح العجيري على مجلة البيان.
- بودكاست (إذاعة) نقطة مع عبد الله العجيري